# Гликос, Панайотис
Панайо́тис Гли́кос (греч. Παναγιώτης Γλύκος; 10 октября 1986, Волос, Греция) — греческий футболист, вратарь клуба ПАОК.

## Клубная карьера
Воспитанник клуба «Олимпиакос» из Волоса. В 2007 году стал игроком клуба ПАОК из города Салоники. В первой команде Панайотис дебютировал 28 октября 2008 года в матче четвёртого раунда Кубка Греции против клуба «Македоникос». Пять месяцев спустя, 22 марта 2009 года, Гликос сыграл за ПАОК свой первый матч в чемпионате Греции.

## Сборная Греции
В конце августа 2012 года впервые получил вызов в национальную сборную Греции.